# Marchena (kommun)
Marchena är en kommun i Spanien.   Den ligger i provinsen Provincia de Sevilla och regionen Andalusien, i den södra delen av landet, 400 km söder om huvudstaden Madrid. Antalet invånare är 19 984. Arean är 379 kvadratkilometer. Marchena gränsar till Paradas, Carmona, Fuentes de Andalucía, Écija, La Lantejuela, Osuna, La Puebla de Cazalla och Morón de la Frontera. 
Terrängen i Marchena är huvudsakligen platt, men söderut är den kuperad.